# ام‌وی پاورفول
ام‌وی پاورفول (به انگلیسی: MV Powerful) یک کشتی است. این کشتی در سال ۱۹۹۴ ساخته شد.